# Ligne de Remiremont à Cornimont
La ligne de Remiremont à Cornimont est une ancienne ligne de chemin de fer française qui reliait Remiremont à Cornimont en suivant la vallée de la Moselotte. Elle était intégralement établie dans le département des Vosges.
Elle constituait la ligne no 061 000 du réseau ferré national.

## Historique
Cette ligne avait été concédée à titre éventuel le 8 juillet 1876 par le préfet du département des Vosges à Henri Géliot, manufacturier à Vagney et président du conseil d'administration de la Compagnie anonyme du chemin de fer de la Moselotte.
Elle a été déclarée d'utilité publique à titre de ligne d'intérêt local par la loi du 24 février 1877 rendant ainsi la concession définitive.
Elle a été ouverte à l'exploitation le 6 septembre 1879. L'exploitation était assurée par la Compagnie des chemins de fer de l'Est en vertu d'un traité entre les deux compagnies signé le 23 juillet 1879.
Le 16 décembre 1880, la Compagnie de l'Est a signé un traité de rachat de la ligne avec la Compagnie de la Moselotte. Ce traité a été approuvé par le décret du 8 février 1882. La ligne reste toutefois classée d'intérêt local. Finalement, une convention signée le 25 janvier 1900 entre le ministre des Travaux publics et la Compagnie des chemins de fer de l'Est prévoit son reclassement dans le réseau d'intérêt général. Cette convention est approuvée par une loi le 13 juin 1901 qui reclasse la ligne.
Le 17 juillet 1929, une loi déclare d'utilité publique la construction d'une ligne entre Cornimont et Metzeral au travers du massif des Vosges, et assurant la jonction avec la ligne de Colmar-Central à Metzeral. Cette même loi attribue cette nouvelle ligne à l'administration des chemins de fer d'Alsace-Lorraine. Cette jonction ne sera jamais réalisée.
Le 1er janvier 1938, la SNCF est devenue propriétaire de la ligne à la suite de la nationalisation.
Elle a été fermée au service des voyageurs le 28 mai 1989 et au trafic des marchandises le 27 septembre 1992. Elle a été déclassée (PK 0,000 à 20,678) le 11 juillet 1994.
Cette ligne a été transformée en voie verte des Hautes-Vosges par le Conseil général des Vosges ; celle-ci débute au plan d'eau de Remiremont.

## Ambulant postal

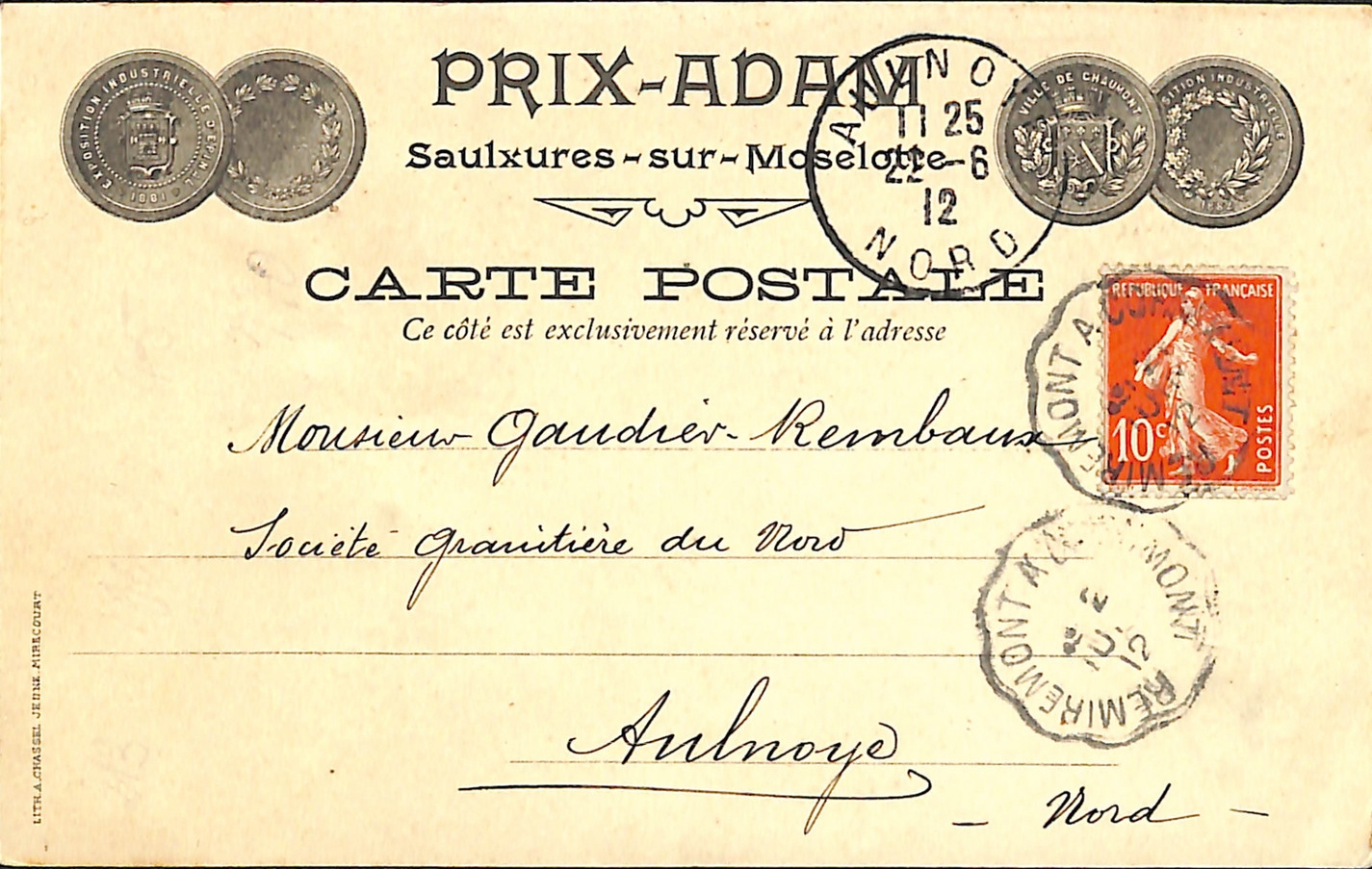
Carte postale comportant le timbre à date crénelé d'ambulant postal sur ligne de Remiremont à Cornimont daté de 1912.

Un service d'ambulant postal a fonctionné sur cette ligne avant 1920. Les lettres étaient déposées dans les gares et, dans le train, un employé oblitérait la lettre avec un timbre à date rond à créneaux, typique des cachets d'ambulants postaux français du début du XXe siècle.

## Infrastructure
C'était une ligne à voie unique au profil très médiocre, les déclivités atteignaient 15 ‰.

## Desserte
Un service de bus TER Lorraine (Ligne 9) a été mis en place en substitution à la desserte par fer. Ce service est prolongé jusqu'à La Bresse.